# Coffee United Sports Club
Ne pas confondre avec Ethiopian Coffee Sport Club, club éthiopien de football
Maillots
Le Coffee United Sports Club est un club ougandais de football basé à Kakira à l'Est du pays, et aujourd'hui disparu. Il compte à son palmarès un titre de champion d'Ouganda et deux coupes nationales, remportées dans les années 1970 et 1980.

## Histoire
Fondé en 1960, le club est un des clubs fondateurs du championnat national, dont l'édition inaugurale démarre en 1968. Il est sacré champion deux ans plus tard avant d'enchaîner en 1971 avec une victoire en Coupe. Son palmarès compte une seconde Coupe d'Ouganda, remportée en 1984. Le club disparaît à l'issue de la saison 1996, avec une quatorzième place, synonyme de relégation en deuxième division. Il fusionne avec un autre club, Kakira Sugar Works FC, qui ne joue que deux ans en première division sous ce nom. Il aura passé au total vingt-six saisons parmi l'élite, avec un seul passage en D2, lors de la saison 1982.
Ses succès nationaux ont permis au Coffee SC de participer à plusieurs reprises aux compétitions internationales. À la suite de son titre de champion, le club de Kakira parvient à atteindre les quarts de finale de la prestigieuse Coupe d'Afrique des clubs champions, notamment en bénéficiant du forfait de son adversaire en huitièmes, le club tanzanien de Young Africans. Au cours de son histoire, il a également participé à la Coupe des Coupes en 1982 et à la Coupe de la CAF en 1993, avec beaucoup moins de réussite, puisqu'il est éliminé dès le premier tour. Son bilan continental est finalement médiocre, avec une seule victoire en six rencontres et un seul but inscrit, face à Gor Mahia (Kenya), lors de la Coupe de la CAF 1993.
Parmi les joueurs ayant porté le maillot du club, deux d'entre eux ont terminé meilleur buteur du championnat : Mathias Kaweesa en 1991 et Adolf Bola en 1994. Coffee SC compte également plusieurs internationaux comme George Bukenya, David Otti, Ben Mukasa, Francis Kulabigwo, Ashe Mukasa et Denis Obua.

## Palmarès
- Championnat d'Ouganda (1)  
  - Champion : 1970

- Coupe d'Ouganda (2) 
  - Vainqueur : 1971, 1981
  - Finaliste : 1972, 1984

- Coupe d'Afrique des clubs champions :
  - Quart de finaliste : 1971